# Eugène Rolland
Eugène Rolland, född 1846 i Metz, död 1909, var en fransk etnolog.
Rolland vigde sitt liv åt studier av fransk folklore. Tillsammans med Henri Gaidoz grundade han 1877 tidskriften Mélusine.